# Алави, Махмуд
Ходжат-оль-ислам Махмуд Алави (перс. محمود علوی‎, р. 4 мая 1954) — государственный деятель Ирана, министр разведки и национальной безопасности с 2013 по 2021 год.

## Биография
Родился в 1954 г. в городе Ламерд (провинция Фарс). Алави имеет докторскую степень в области исламской юриспруденции и права в Мешхедском университете имени Фирдоуси.

## Карьера
Алави – священнослужитель и учёный исламской юриспруденции. Он имеет религиозное звание Ходжат-оль-ислам. С 2000 по август 2009 года Алави являлся главой политического и идеологического органа иранской армии, на которую он был назначен Высшим руководителем аятоллой Али Хаменеи.
Кроме того, Алави был специальным представителем аятоллы Хаменеи в армии до августа 2009 года. Он также занял пост заместителя министра обороны.
Избирался в Меджлис в качестве представителя Тегерана.
На парламентских выборах 2012 г. Алави баллотировался на должность депутата от списка Исламского Иранского фронта сопротивления во главе с Мохсеном Резайи. Однако кандидатура Алави была отклонена Советом стражей конституции на том основании, что он не имел «практической приверженности исламу и режиму».
Алави является членом Совета экспертов.
Алави был назначен министром разведки и национальной безопасности 4 августа 2013 года, а 15 августа Меджлис утвердил его на этот пост с 227 голосами «За».

## Оценка личности
По утверждению Али Реза Эшраги из Университета Северной Каролины в Чапел-Хилле, Махмуд Алави является принципиальным политиком на иранской политической арене. Таким образом, Алави, как консервативная фигура близок к Мохсену Резайи. Алави публично раскритиковал дисквалификацию Али Акбара Рафсанджани на президентских выборах 2013 года вскоре после выборов.